# Medisch onderzoek
Medisch onderzoek is in de eerste plaats de benaming voor elke medische test die wordt uitgevoerd om een medische diagnose te geven en/of om een ziekte op te sporen.
Medisch onderzoek wordt meestal uitgevoerd op levende personen. Indien een dood lichaam medisch wordt onderzocht, heet dit autopsie.
Van medisch onderzoek wordt verder ook wel gesproken bij het testen van nieuwe medicijnen, het zogenaamde geneesmiddelonderzoek. Hiervoor worden proefdieren gebruikt. Als een medicijn verder ontwikkeld is, wordt het ook getest op mensen alvorens het goedgekeurd wordt voor algemeen gebruik.

## Algemene kenmerken
Medisch onderzoek bestaat in sommige gevallen uitsluitend uit een anamnese in combinatie met lichamelijk onderzoek. Dit kan in principe binnen een enkele ruimte gebeuren en vereist alleen instrumenten in handen van de arts (bijvoorbeeld de huisarts). Bij ingewikkeldere vormen van medisch onderzoek worden bijvoorbeeld monsters van weefsel en lichaamsvocht genomen en naar een medisch laboratorium gestuurd voor analyse, of er is wat ingewikkeldere medische apparatuur en een steriele werkomgeving vereist.

## Doelen
Het doel van medisch onderzoek kan zijn:
- De ziekte als zodanig vaststellen
- Bepalen in welke staat van vordering of terugloop de ziekte is
- Vaststellen dat er geen sprake is van een ziekte.
- Vaststellen wat de effectiviteit en eventuele bijwerkingen van een medicijn zijn.

## Onderdelen
Medisch onderzoek in niet-invasieve vorm - waarvoor meestal geen steriliteit vereist is - begint meestal met de anamnese, waarna de inspectie (het bekijken), palpatie (het betasten) en auscultatie (het beluisteren) volgen.

## Cito
Cito betekent dat een onderzoek (bijvoorbeeld van bloed in het laboratorium) met spoed gebeurt, hetzij wegens medische spoed, of voor het gemak van de patiënt in de zin dat hij een keer minder hoeft te komen. De term komt van het Latijnse woord citō, wat "snel" betekent.